# Haldi (Estland)
Haldi (Duits: Halti) is een plaats in de Estlandse gemeente Hiiumaa, provincie Hiiumaa. De plaats heeft de status van dorp (Estisch: küla).
Tot in oktober 2017 behoorde Haldi tot de gemeente Emmaste en sindsdien tot de fusiegemeente Hiiumaa.

## Bevolking
De ontwikkeling van het aantal inwoners blijkt uit het volgende staatje:
| Jaar            | 2000 | 2011 | 2021 |
| --------------- | ---- | ---- | ---- |
| Aantal inwoners | 29   | 27   | 18   |

## Ligging
De plaats ligt aan de westkust van het eiland Hiiumaa. Bij het dorp hoort het schiereiland Haldi poolsaar, dat uitloopt in de kaap Haldi nina. Tijdens de Sovjetbezetting (1944-1991) stond hier een uitkijktoren van de grenswacht. Aan de zuidkant van het dorp ligt de haven Haldi sadam, een kleine haven die vooral door vissersschepen wordt gebruikt.
De Tugimaantee 84, de secundaire weg van Emmaste naar Luidja, komt door Haldi.

## Geschiedenis
Haldi werd voor het eerst vermeld in 1564 als boerderij op het landgoed van Suuremõisa. Ze werd in de volgende jaren genoemd onder verschillende namen: Halte Matt, Halt Hint, Haltti Simon, Haltti Mick en Haltemeh. Toen in 1796 een landgoed Emmaste werd afgesplitst van Suuremõisa, ging Haldi mee. In 1798 werd de plaats genoemd als dorp onder de naam Halti.